# Chloé Minoret
Chloé Minoret, née le 6 mai 1977 à Bourg-Saint-Maurice, est une grimpeuse française.

## Palmarès

### Championnats du monde
- 2001 à Winterthour,  Suisse
  -  Médaille de bronze en difficulté

### Championnats d'Europe
- 2002 à Chamonix,  France
  -  Médaille d'or en difficulté

### Championnats de France
- Vice-championne de France en 1998, 1999, 2000, 2001 et 2002.